# Raphaël Pannier
Pour les articles homonymes, voir Pannier.
Raphaël Pannier, né en 1990 à Paris, est un batteur et compositeur de jazz français, reconnu pour sa virtuosité rythmique et son approche singulière mêlant jazz contemporain, musique classique et improvisation libre. Il vit et travaille à New York.

## Biographie
Raphaël Pannier commence la batterie à l’âge de 5 ans et se produit en public dès 13 ans. En 2008, il obtient une bourse pour le Berklee College of Music à Boston, où il étudie notamment avec Terri Lyne Carrington, Ralph Peterson Jr. et Hal Crook. Il y rencontre le pianiste azerbaïdjanais Emil Afrasiyab, avec qui il tourne de 2013 à 2015, développant une fusion entre jazz et mugham, musique traditionnelle d’Azerbaïdjan.

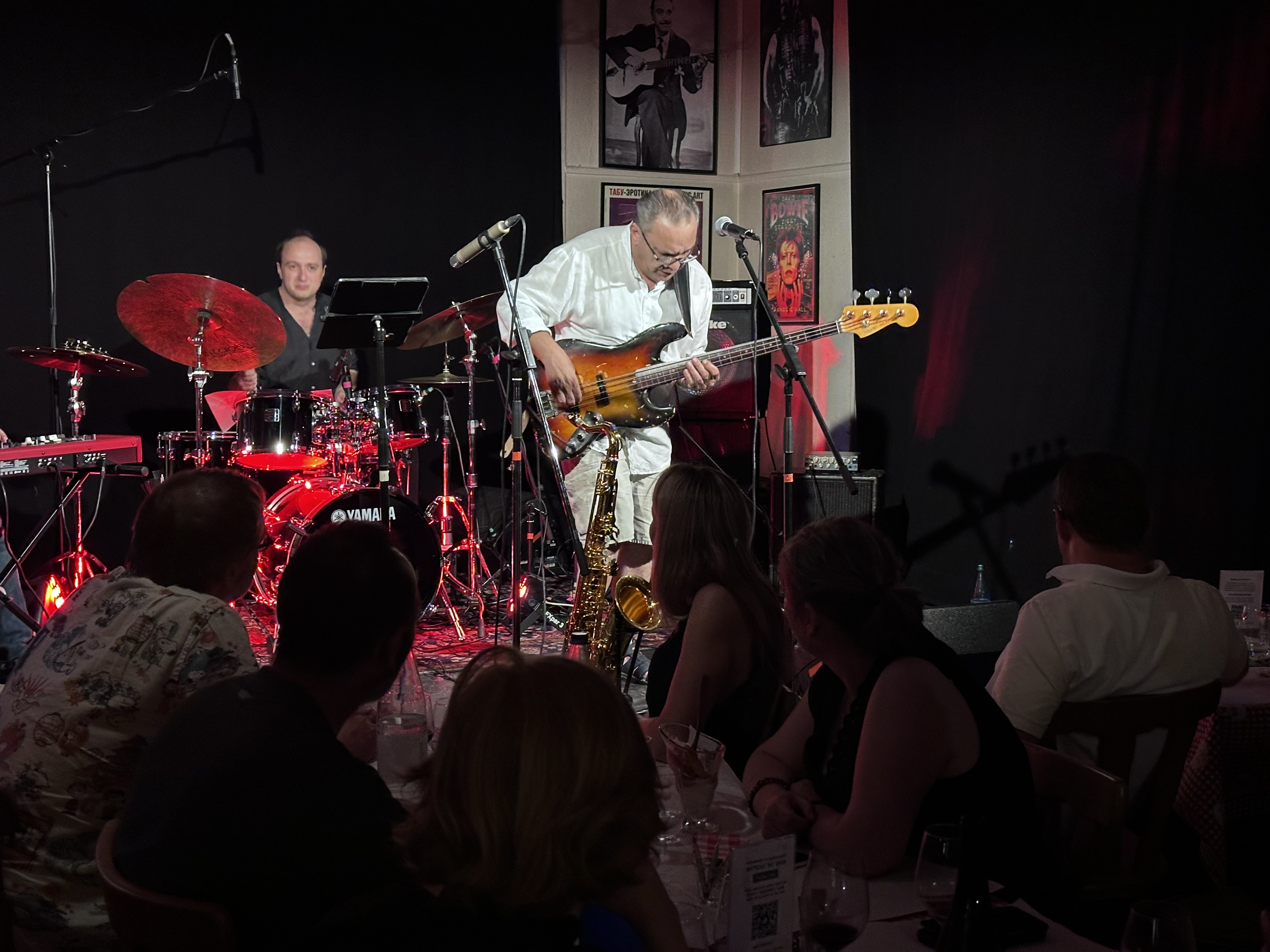
Raphaël Pannier et Bireli Lagrène à Strasbourg en 2025

En 2014, il rejoint la Manhattan School of Music à New York grâce à une nouvelle bourse, où il suit un master auprès de John Riley et Dave Liebman. La même année, il est sélectionné pour le programme Betty Carter Jazz Ahead au Kennedy Center (Washington D.C.), encadré par Jason Moran et Eric Harland, et remporte le premier prix de la compétition Six Strings Theory organisée par Lee Ritenour, avec Dave Weckl au jury

### Carrière
Installé à New York, Raphaël Pannier joue avec des figures du jazz actuel comme Steve Wilson, Bob James, Marcos Valle, Manuel Valera, Rotem Sivan, Lage Lund, ou encore Eric Lewis. Il se produit sur des scènes prestigieuses telles que le Carnegie Hall, le Lincoln Center ou l’Apollo Theater, et participe à de nombreux festivals internationaux (Montréal, Paris, Tallinn, Belgrade, Las Palmas…).
En tant que sideman, il apparaît sur plus d’une vingtaine d'albums. En 2018, il lance These Times, un projet en duo avec le saxophoniste Chad Lefkowitz-Brown,.

## Distinctions
- Bourse Berklee College of Music (2008)

- Bourse Manhattan School of Music (2014)

- Premier prix Six Strings Theory (2014)

- Sélection Betty Carter Jazz Ahead (2014)

- Lauréat de la bourse FACE – Villa Albertine (2020)